# Randka na przerwie
Randka na przerwie (ang. Flirting) – australijski film w reżyserii Johna Duigana z 1991, w którym zagrały Nicole Kidman, Naomi Watts i Thandie Newton.

## Fabuła
Pewien chłopak w żadnej szkole nie potrafi zdobyć nowych przyjaciół, głównie z tego powodu, że jest biedny i się jąka. Jest wielkim fanem dzieł Jean-Paula Sartre'a. W college'u mieszczącym się w małym australijskim miasteczku Danny także jest "outsaiderem" wyśmiewanym przez rówieśników. Poznaje tam dziewczynę - Thandiwe Adjewa, która jest podobnie traktowana, ze względu na kolor swojej skóry. Między ich dwójką wkrótce rodzi się gorące uczucie. 

## Obsada[1]
- Noah Taylor - Danny Embling
- Bartholomew Rose - "Gilby" Fryer
- Felix Nobis - Jock Blair
- Kiri Paramore - "Slag" Green
- Jeff Truman - Pan Morris Cutts
- Marshall Napier - Pan Rupert Elliott
- Freddie Paris - Solomon Adjewa
- Josh Picker - "Backa" Bourke
- Nicole Kidman - Nicola Radcliffe

i inni.